# Obizzi

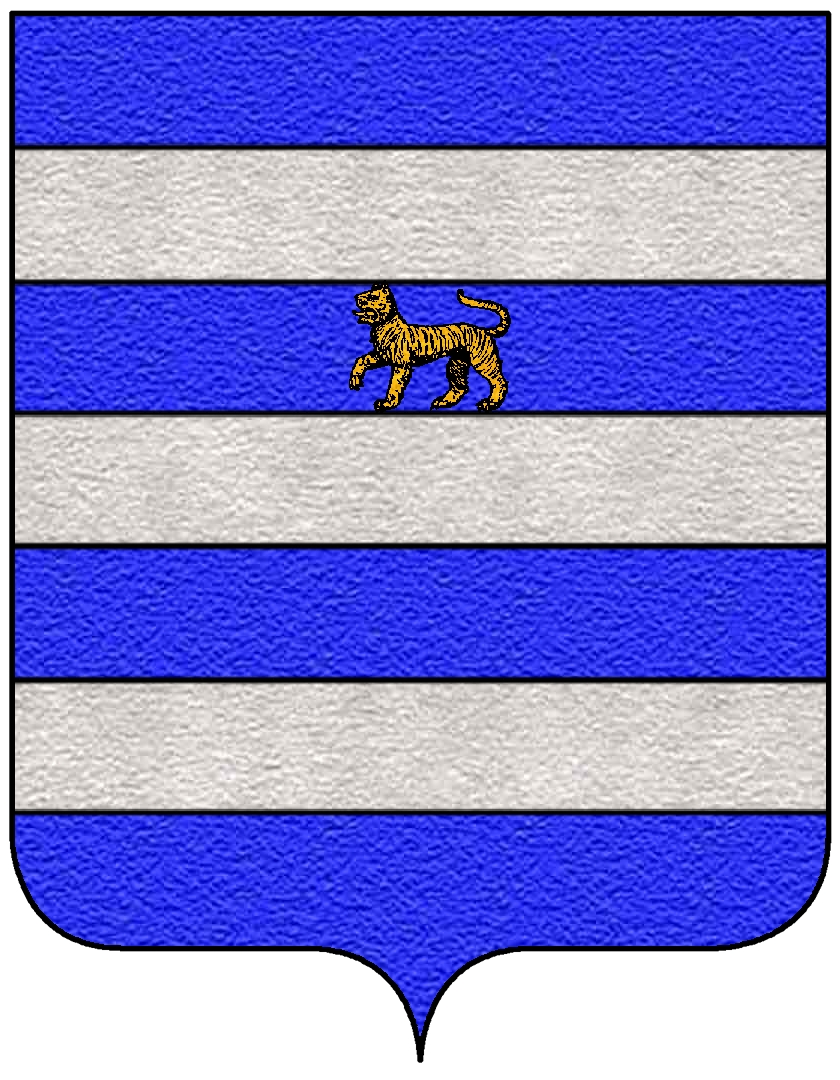
Stemma degli Obizzi (Padova)

Gli Obizzi furono un'importante casata italiana di origine francese con derivazioni in diverse città dell'Italia centro-settentrionale, tra cui Lucca, Ferrara, e Padova.

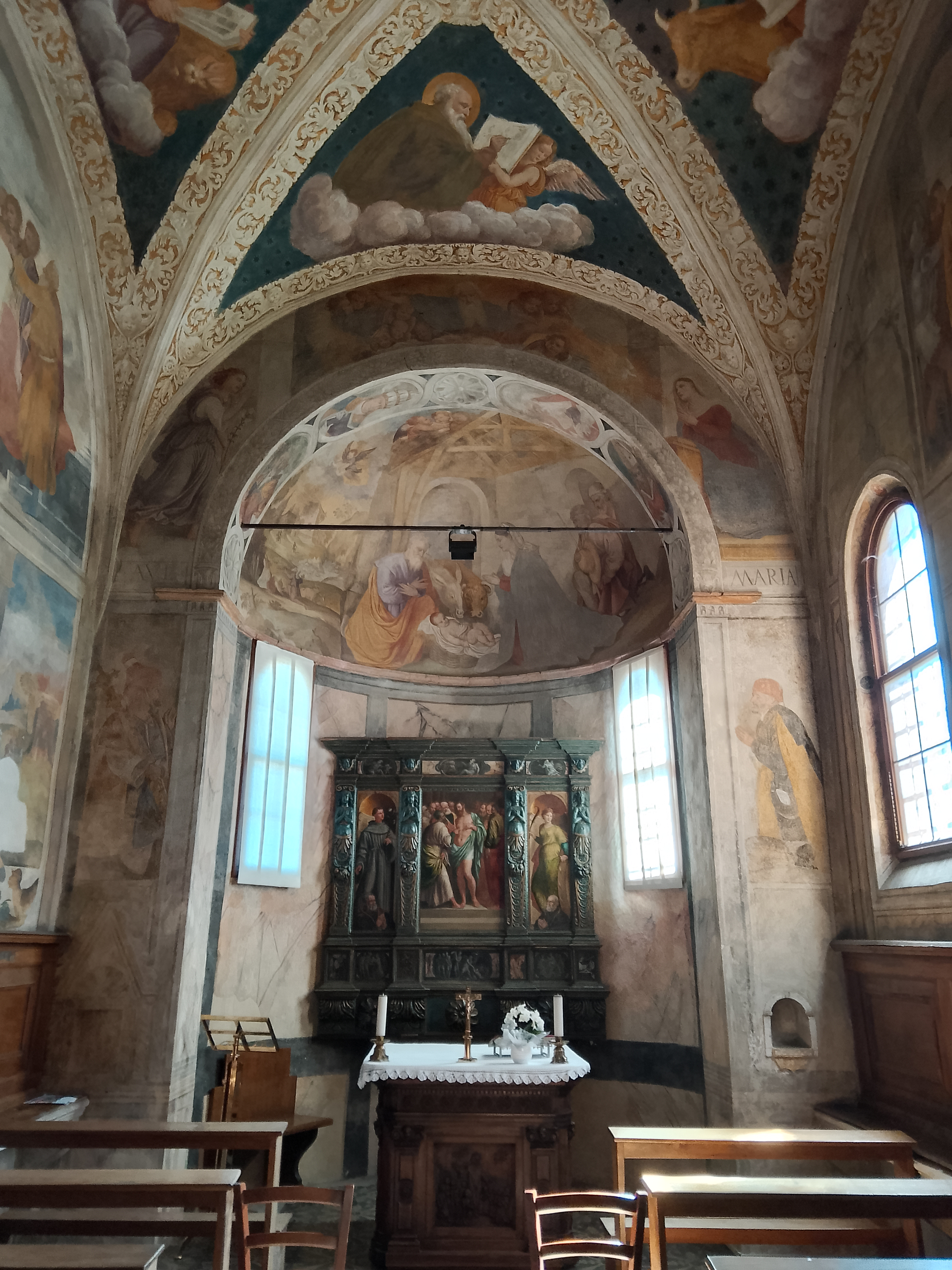
Cappella degli Obizzi ad Albignasego

## Origini e storia
Gli Obizzi devono la loro presenza in Italia a Obicio I, capitano presso l'imperatore Enrico II il Santo nel 1007. Originario della Borgogna, sembra che si fosse stabilito prima in Toscana, a Lucca, con successivo trasferimento dei suoi discendenti in Veneto. Il fratello di Obicio, Frisco, stabilitosi a Genova, diede invece origine alla prestigiosa famiglia Fieschi.
Gli Obizzi accumularono immense fortune economiche grazie a matrimoni strategici con ricche ereditiere e alla loro professione di capitani di ventura, proprietari com'erano di uno tra gli eserciti più richiesti e famosi dell'Europa del tempo. Le ricchezze messe da parte permisero loro di costruire una vera e propria reggia, il castello del Catajo sui colli Euganei, vicino a Padova, arricchendolo nei secoli di importanti collezioni e preziosi affreschi. Estinti nel ramo principale nel 1803 col marchese Tommaso Obizzi, legarono il loro intero patrimonio alla famiglia arciducale Asburgo-Este, duchi di Modena.
Nei saloni del castello del Catajo è ancora oggi visibile l'intero albero genealogico della famiglia Obizzi, completo di tutti gli ascendenti e discendenti, mentre l'intera e leggendaria storia è raccontata in quaranta riquadri attraverso gli affreschi del pittore Gian Battista Zelotti.

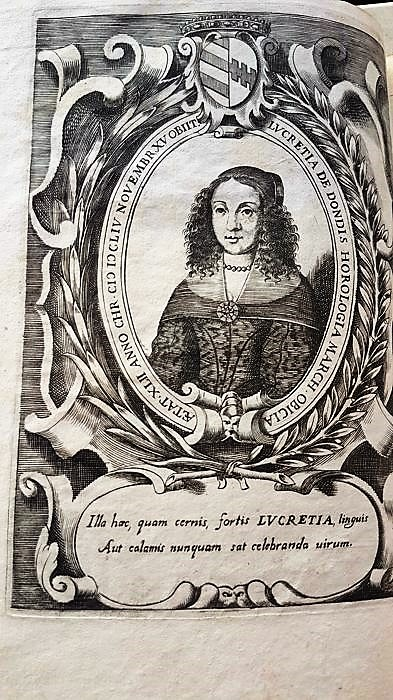
Lucrezia degli Obizzi

## Principali componenti
- Obizzo Obizzi, nato in Francia e stabilitosi in Toscana attorno al 1000
- Guglielmo Malaspina degli Obizzi (Lucca, XIII sec.)
- Obizzo II Obizzi (Padova, XIV sec.)
- Antonio II Obizzi (Padova, XV sec.)
- Pio Enea I Obizzi (Padova, XVI sec.). Costruì il castello del Catajo e, secondo una leggenda, inventò l'obice, pezzo d'artiglieria dalla canna corta
- Roberto Obizzi (Padova, XVII secolo)
- Pio Enea II Obizzi (Padova, 1592 - 1674), promotore del melodramma
- Lucrezia Dondi dall'Orologio Obizzi, (Padova, 1610 - 1654), moglie del precedente, tragicamente scomparsa
- Ferdinando II Obizzi (Padova, XVIII secolo)
- Tommaso Obizzi (Padova, 1750-1803, ultimo discendente della linea primogeniturale